# Le Tigre
Le Tigre är ett amerikanskt electro-post-punkband med en uttalad feministisk åsiktsgrund. 
Bandet bildades genom ett samarbete mellan Kathleen Hanna, Johanna Fateman och Sadie Benning som liveband åt Kathleen Hannas turné med hennes soloprojekt Julie Ruin. De kom att bli Le Tigre och släppte sitt debutalbum under samma namn 1999. Inför inspelningen av deras andra album lämnade Sadie Benning bandet och JD Samson, som länge arbetat tillsammans med Le Tigre, blev formellt medlem.
Bandet är fortfarande intakt, även om de inte har släppt något nytt album sedan 2004. 2009 hade bandet ett samarbete med Christina Aguilera för hennes album Bionic. En DVD om Le Tigre släpptes 2010.

## Diskografi
Album
- Le Tigre (1999)
- Feminist Sweepstakes (2001)
- This Island (2004)